# تاجالالانج
تاجالالانج تقع في منطقة جيانيار ريجنسي، بالي، إندونيسيا. حسب تعداد عام 2010، يقدّر عدد السكان بحوالي 50375 نسمة. تقع حقول الأرز المعروفة حوالي 10   كم شمال مدينة أوبود وتعد حقول الارز المدرجات من مناطق الجذب السياحي في المنطقة.
تتوزع المقاهي قريبا من المنطقة السياحية على حافة الطريق ويسهل الوصول إاليها. رغم أن المنطقة إكتسبت طابعا سياحيا في السنوات الأخيرة إلى أن عمل المزارعين في مزارع الأرز لم تتوقف.

## الصور

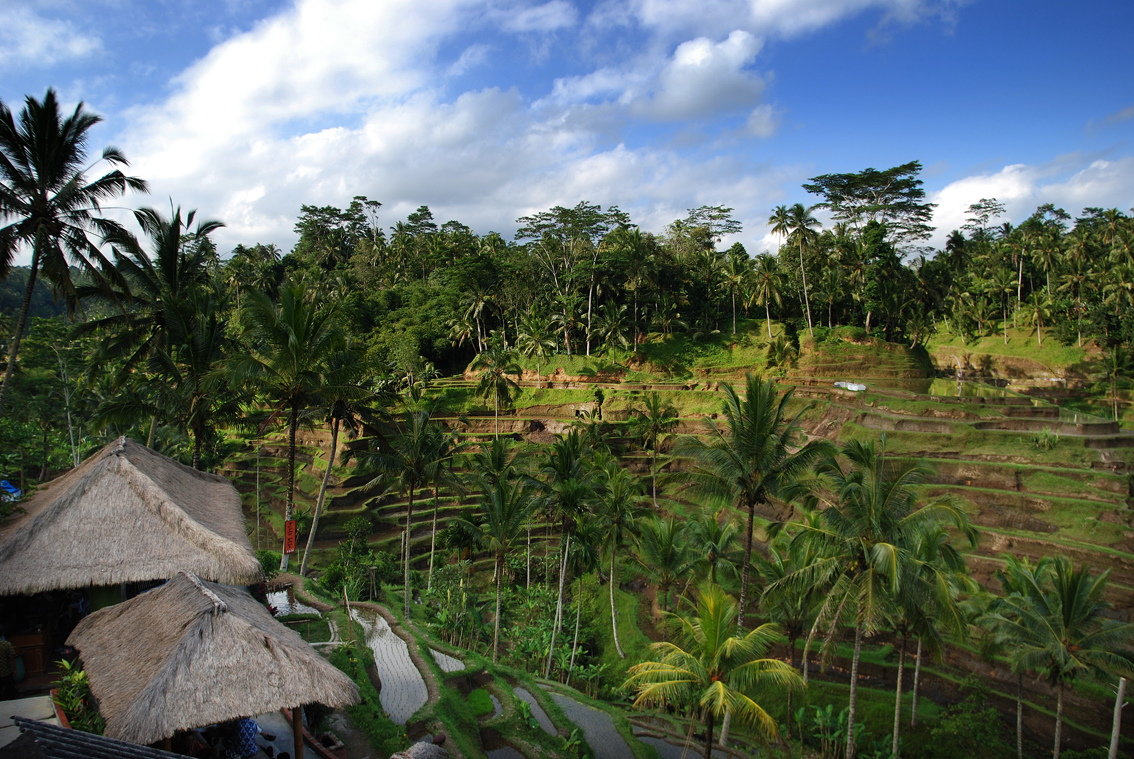
حقول الأرز المدرجة
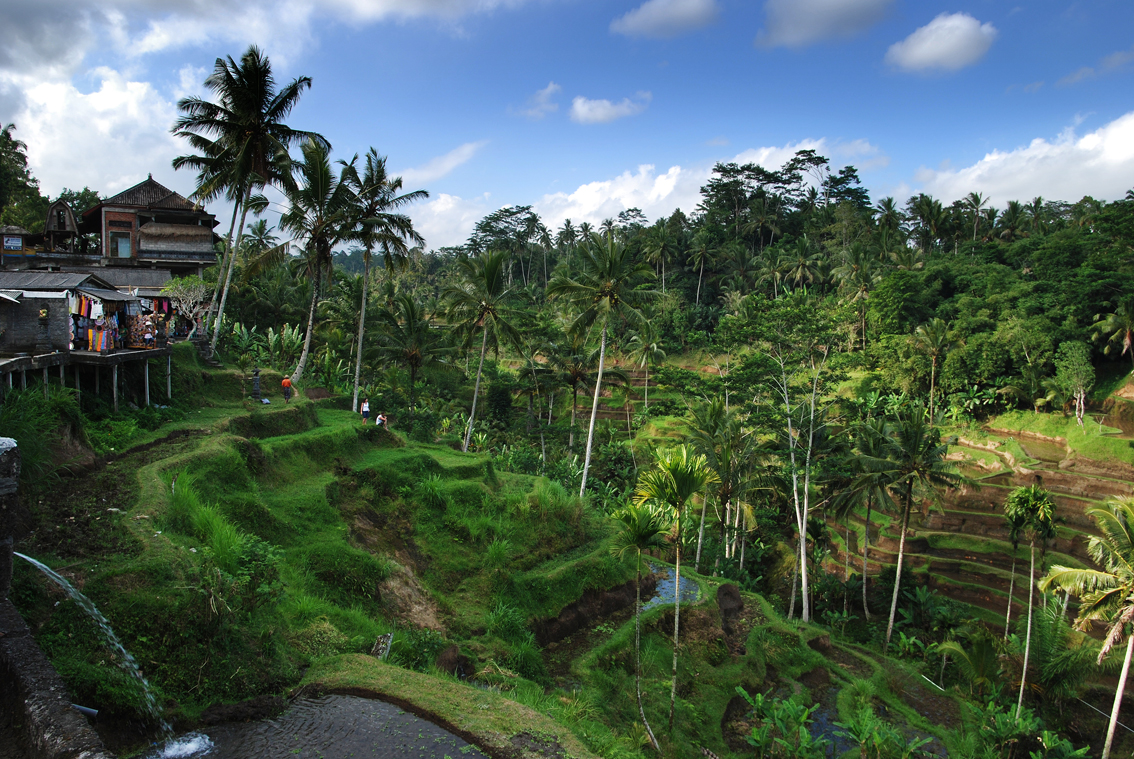
حقول الأرز